# Frederick W. Sturckow
Frederick Wilford "Rick" Sturckow est un astronaute américain né le 11 août 1961.

## Biographie
À la retraite depuis 2013, il était auparavant chef adjoint du corps des astronautes. À cette date, il a rejoint Virgin Galactic en tant que pilote.

## Vols réalisés
- STS-88 Endeavour (4 décembre 1998), 1re mission d'assemblage de la station spatiale internationale
- STS-105 Discovery (10 août 2001), 11e mission vers l'ISS.
- STS-117 Atlantis (8 juin 2007) : en direction de la Station spatiale internationale
- STS-128 Discovery (28 août 2009) : en direction de la Station spatiale internationale
- VSS Unity PF04 VSS Unity (13 décembre 2018) : vol suborbital[1]
- Unity 21 (22 mai 2021) : vol suborbital
- Unity 25 (25 mai 2023) : vol suborbital
- Galactic 02 (10 août 2023) : vol suborbital
- Galactic 04 (6 octobre 2023) : vol suborbital